# Yondr
Yondr — американская компания, основанная Грэмом Дугони в 2014 году. Компания производит чехлы для мобильных телефонов, которые закрываются фирменным замком, и устройства для их разблокировки.
Продукты Yondr упрощают организацию площадки, где запрещено использование мобильных телефонов или аналогичных устройств. Людям, намеревающимся попасть туда, необходимо положить свое устройство внутрь чехла Yondr и закрыть его. Они не смогут использовать свои устройства, находясь в mobile-free зоне, по крайней мере, пока они не уйдут в холл или специальный зал, где расположено устройство отпирания Yondr. Эта технология предназначена для предотвращения различных несакционированных действий, таких как неофициальная или нелицензионная аудио- и видеозапись, фотографирование или отвлечение внимания на мобильные устройства. Чехол использовался на различных мероприятиях и площадках, таких как музыкальные концерты, суды, школы и ночные клубы.
Yondr ежегодно сдает в аренду свою продукцию таким организациям как для школы на каждого учащегося.